# Nitrosomonas cryotolerans
Nitrosomonas cryotolerans ist eine Bakterienart der Gattung Nitrosomonas. Es handelt sich um eine nitrifizierende Bakterienart, die im Stoffwechsel Ammoniak (NH3) zu Nitrit (NO2−) oxidiert und hierdurch Energie gewinnt.

## Merkmale
Die Zellen sind stäbchenförmig mit gerundeten Enden o in einer Größe von 1,2–2,2 X 2,0–4,0 Mikrometer. Die Art ist wie alle Bakterien der Gruppe der Proteobacteria gramnegativ. Nitrosomonas cryotolerans ist aerob, das Bakterium benötigt Sauerstoff.  Die Silbe cryos im Artnamen ist griechisch und steht für Frost, die Art kann im Labor bei Temperaturen bis zu −5 °C kultiviert werden.
Die Art kann Harnstoff als Ammoniumquelle zu nutzen. Nitrosomonas cryotolerans ist, wie alle Mitglieder der Familie der Nitrosomonadaceae, chemolithoautotroph, d. h., es werden anorganische Elektronendonatoren (Ammoniak) zur Energiegewinnung angewendet, die Art ist nicht auf organische Energie- und Kohlenstoffquellen angewiesen.
Nitrosomonas cryotolerans wurde im Golf von Alaska gefunden.

## Stoffwechsel
Nitrosomonas cryotolerans zählt, wie alle Nitrosomonadaceae zu den Nitrifizierern. Der Stoffwechsel beruht auf der Nitrifikation, es wird Ammoniak (NH3) zu Nitrit (NO2−) oxidiert.
Hierbei werden durch die Oxidation von Ammoniak Elektronen in eine Elektronentransportkette gebracht. Es wird eine protonenmotorische Kraft erzeugt, wodurch schließlich ATP gebildet wird. Für die Kohlenstofffixierung nutzen die nitrifizierenden Bakterien den Calvin-Zyklus, der auch bei der Photosynthese der Pflanzen genutzt wird.
Die Nitrifikation ist ein wichtiger Bestandteil des Stickstoffkreislaufes der Erde.

## Systematik
Nitrosomonas cryotolerans wurde 1988 von Ronald D. Jones et al. beschrieben, ist aber kein valide publiziertes Taxon. Die Art wird nicht in der List of Prokaryotic names with Standing in Nomenclature geführt.